# Dollar néo-écossais
Le dollar néo-écossais était une unité monétaire utilisée en Nouvelle-Écosse. En 1860, elle remplace la livre néo-écossaise au taux de 5 dollars pour 1 livre. En avril 1871, le dollar néo-écossais a été remplacé par le dollar canadien au taux de 73 cents canadiens pour 75 cents néo-écossais.